# 波因特阿里纳
波因特阿里纳（英語：Point Arena），是美国加利福尼亚州门多西诺县下属的一座城市。建市于1908年7月11日，面积大约为1.35平方英里（3.5平方公里）。根据2010年美国人口普查，该市有人口449人。